# Erik Maell
Erik Maell (Columbus, ...) è un illustratore statunitense.

## Biografia
Dopo aver ottenuto il baccalaureato al Columbus College of Art and Design, diventa un illustratore di moda e anche disegnatori di loghi.
Per quattro anni è consulente della sezione marketing della Victoria's Secret Beauty Corporation di New York.

Nel 2005 collabora con l'artista greco-cipriota Tatiana Soteropoulos per disegnare le monete euro cipriote che entrano in circolazione nel 2008.